# San Luis Potosí Challenger 1980
Il San Luis Potosí Challenger 1980 è stato un torneo di tennis facente parte della categoria ATP Challenger Series nell'ambito dell'ATP Challenger Series 1980. Il torneo si è giocato a San Luis Potosí in Messico dal 31 marzo al 6 aprile 1980 su campi in terra rossa.

## Vincitori

### Singolare
Adolfo Gonzalez ha battuto in finale  Guillermo Stevens con il punteggio di 6–4, 6–4.

### Doppio
Mike Barr /  Rejean Genois hanno battuto in finale  Ramiro Benavides /  Gabriel Urpi con il punteggio di 6–4, 6–4.